# Petrella Tifernina
Petrella Tifernina község (comune) Olaszország Molise régiójában, Campobasso megyében.

## Fekvése
A megye központi részén fekszik. Szomszédos települések: Castellino del Biferno, Limosano, Lucito, Matrice és Montagano.

## Története
A település első említése a 12. századból származik Pratella néven. A következő századokban nemesi birtok volt. A 19. században nyerte el önállóságát, amikor a Nápolyi Királyságban felszámolták a feudalizmust.

## Népessége
A népesség számának alakulása:

## Főbb látnivalói
- Girardi-palota
- Szent Anna-templom
- Mártír Szent György-templom[2]
- Kármeli Szűzanya-kápolna
- Szent Filoména-kápolna